# Моторошне опівнічне шоу жахів
«Моторошне опівнічне шоу жахів» (італ. L'Ossessa / Екзорцизм; також відомий як англ. Enter the Devil, англ. The Sexorcist і англ. The Devil Obsession) — італійський фільм жахів 1974 року клон «Екзорциста» режисера Маріо Гаріаццо зі Стеллою Карначіною та Крісом Аврамом у головних ролях. Сатану у фільмі зіграв Іван Рассімов. Також була випущена хардкорна версія під назвою «Диявол-сексорцист».

## Сюжет
Даніла, студентка мистецтва в Італії, відвідує покинуту, неосвячену церкву, щоб побачити знайдені там дерев'яні скульптури розп'яття в натуральну величину. Разом зі своїм професором мистецтва Даніла купує одну зі скульптур і приносить її до художньої студії кампусу. Тієї ночі Даніла відвідує домашню вечірку, яку влаштовують її батьки, де вона стає свідком того, як її мати займається садомазохістським сексом в одній зі спалень з її коханцем Маріо. Стурбована тим, що стала свідком, Данила повертається до художньої студії, щоб працювати. Під час малювання вона бачить статую чоловіка, який оживає і спокушає її.
Згодом Даніла зустрічається на вечері зі своїм хлопцем Карло. Коли вона повертається додому, на сходовій клітці її атакує щось невидиме. Увійшовши до своєї квартири, вона починає несамовито мастурбувати. Пізніше батьки знаходять її в ліжку, де вона несамовито корчиться і дряпається. Вона намагається вступити в статевий акт з батьком, після чого він б'є її по обличчю. Після прийому заспокійливого Данілі сниться, що вона їде з батьками за місто, і в їхній машині спускає колесо біля закинутого собору. Поки батько лагодить колесо, Даніла заходить до собору, де художник проводить реставрацію. Даніла потрапляє в катакомби, де їй видіння: три жінки приносять у жертву ще одну. Вони роблять це заради чоловіка, якого вона раніше бачила, як він з'явився зі статуї; сектанти називають цього чоловіка Сатаною. Перш ніж чоловік її розпинає, Даніла п'є з запропонованої їй чаші.
Даніла прокидається від сну, люто кричить. Батьки викликають лікаря, який знаходить на руках Данила стигмати; однак наступного дня рани чудесним чином зникають. Після того, як священик вирішує, що Даніла може бути одержима, її везуть у віддалений католицький монастир у горах, щоб пройти екзорцизм. Коли черниці читають латинську молитву в каплиці, Даніла божеволіє і тікає, але її зупиняють у місті. Ізолювавши в кімнатах настоятельки, до Даніли звертається отець Ксено, священик, і вона намагається його спокусити та зробити йому мінет. У своїй кімнаті на покуту отець Ксено себе бичує.
Під час другої спроби вигнати з Даніли нечить, вона нападає на отця Ксенона з ланцюгом, яким неодноразово його б'є. Побачивши розп'яття на ньому, у неї починає йти піна з рота. Отець Ксенон врешті-решт помирає під час екзорцизму, але Данілу вдається врятувати.

## Акторський склад
- Стелла Карначіна — Даніла
- Кріс Аврам в ролі Маріо
- Лукреція Лав — Луїза
- Іван Рассімов — Сатана
- Габріеле Тінті в ролі коханця Луїзи
- Луїджі Пістіллі — отець Ксено
- Джанріко Тондінеллі — Карло
- Умберто Рахо — психіатр
- П'єро Джерліні — преподобний Антоніо
- Джузеппе Аддоббаті — лікар